# Родригес (остров)
Родригес (на английски: Rodrigues Island) е остров в централната част на Индийския океан, част от територията на държавата Мавриций, разположен на 560 km източно от остров Мавриций. Площта му е 108 km², а населението към 2014 г. – 41 670 души. Островът е с вулканичен произход и е обкръжен с коралови рифове. Максималната му височина е връх Лимон (341 m). Климатът е тропичен, пасатен. Годишната сума на валежите варира от 1500 до 2500 mm/m², които са с максимум през лятото (декември – март). През този период (от януари до март) през него често преминават мощни урагани. Явява се важен транзитен пункт на корабния трафик от Източна Азия към Европа и от Австралия към Южна Азия и Европа. Отглеждат се захарна тръстика, памук, кафе, тютюн. Развит е местният риболов, а през последните години и туризмът. Главен град и пристанище е Порт Матурин.

## Историческа справка
Островът е открит през 1528 г. от португалския мореплавател Диого Родригес и е наименуван в негова чест. До 1735 г. остава необитаем, когато е колонизиран от французите. През 1810 г. става британска колония, а от 1968 г. е част от независимата държава Мавриций.